# Антилл
Антилл (лат. Antyllus) — греческий врач и хирург ІІІ-го столетия.
Он не принадлежал ни к какой школе; от методиков и пневматиков заимствовал только лучшее. Сообщил первые сведения об излечении бельма и изложил обстоятельнее своих предшественников кровопускание, употребление кровососных банок и насечек. Антилл предлагал в некоторых болезнях кровопускание из артерий, причём для отвращения кровотечения советовал после кровопускания перевязать артерию. Предложение его отрезать задние части пиявок, припущенных к телу, чтобы тем значительно усилить кровотечение, заслуживало внимания. Заслуги по терапии и диететике.